# دکان
دکان(به انگلیسی: Decane) یک ترکیب آلی از دسته آلکان ها با ده اتم کربن است.